# Bernice Lapp
Bernice Lapp (n. 11 septembrie 1917, North Plainfield⁠(d), New Jersey, SUA – d. 8 septembrie 2010, Edison⁠(d), New Jersey, SUA) a fost o înotătoare ce a reprezentat Statele Unite ale Americii, medaliată olimpică. A participat la o ediție a Jocurilor Olimpice (1936) în care a câștigat două medalii de bronz.